# I Liceum Ogólnokształcące im. Bartłomieja Nowodworskiego w Krakowie

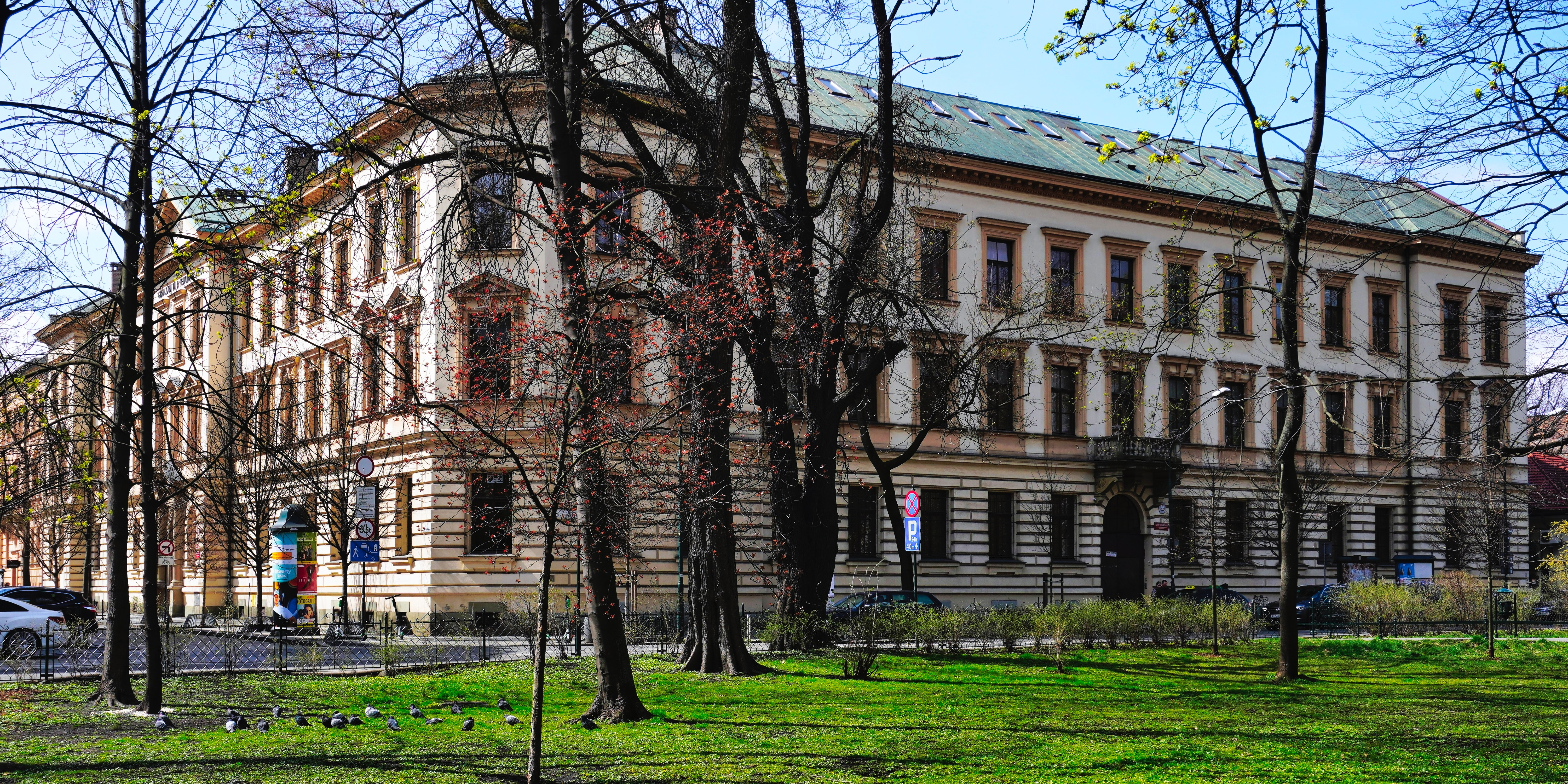
Widok budynku I Liceum od wschodu, od strony Plant

I Liceum Ogólnokształcące im. Bartłomieja Nowodworskiego w Krakowie (znane również jako Kolegium Nowodworskie lub Nowodworek, w latach 1818–1928 Gimnazjum św. Anny) – liceum ogólnokształcące znajdujące się w Krakowie przy pl. Na Groblach 9, na Nowym Świecie. Jest jedną z najstarszych istniejących i nieprzerwanie działających w Polsce szkół średnich o charakterze świeckim. Patronem szkoły jest Bartłomiej Nowodworski. Budynek wpisany do rejestru zabytków pod nr rej.: A-583 z 5.05.1976.

## Historia

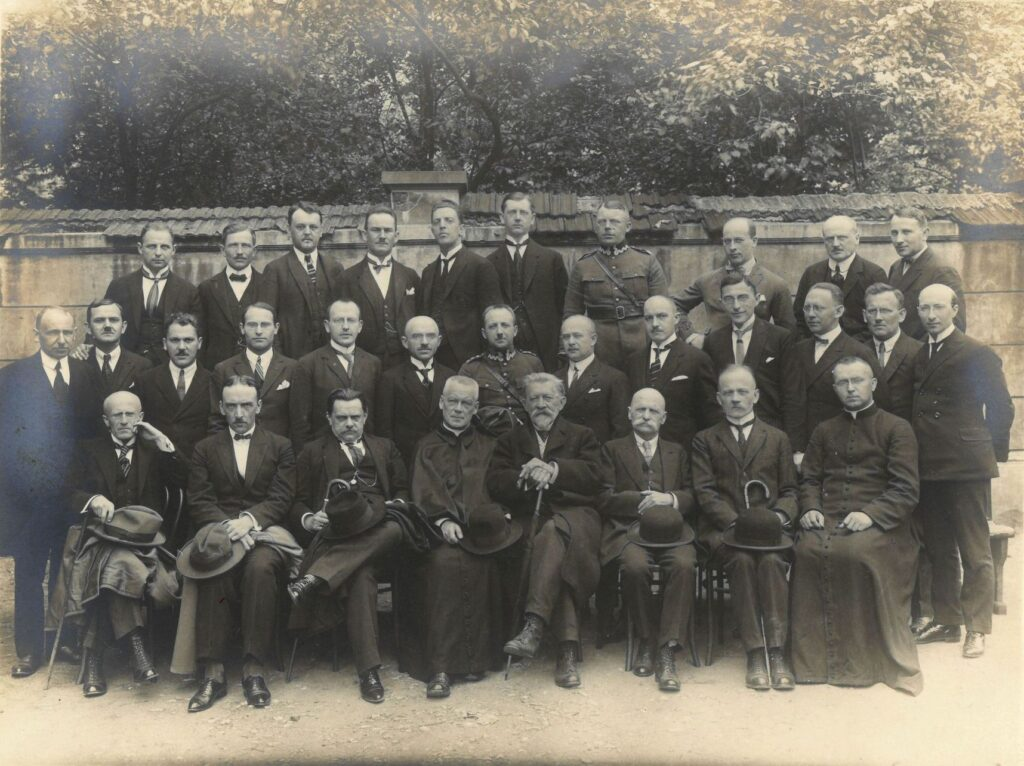
Zjazd absolwentów Gimnazjum św. Anny w Krakowie w 1930 r.

Szkoła została powołana uchwałą senatu Akademii Krakowskiej (dzisiejszego Uniwersytetu Jagiellońskiego) 5 maja 1586 jako Collegium Nowodworskiego. Była to część reformy systemu nauczania podstawowego przeprowadzonej przez rektora Akademii Krakowskiej Piotra z Gorczyna. Jej celem było wyrównanie i uzupełnienie wiedzy przyszłych studentów Akademii.
Gimnazjum zostało otwarte w 1588 roku. Początkowo mieściło się w Bursie Jerozolimskiej u zbiegu Gołębiej i Jagiellońskiej. Szkoła funkcjonowała dzięki zapisom sekretarza królewskiego i rycerza pochodzącego z Tucholi Bartłomieja Nowodworskiego, który w 1617 przekazał olbrzymią, jak na owe czasy, sumę 15 tysięcy złotych. Drugim darczyńcą został w 1630 sekretarz królewski, nauczyciel Władysława IV i Jana Kazimierza, ks. Gabriel Prowancjusz Władysławski. Dlatego też szkoła była znana jako Szkoła Nowodworska lub Władysławsko-Nowodworska. Dzięki niemu w latach 1639–1643 wybudowano naprzeciw kościoła św. Anny nowy budynek szkoły zaprojektowany przez Jana Leitnera (Collegium Nowodworscianum, ob. Collegium Medicum Uniwersytetu Jagiellońskiego), która od tej pory nazywana była Nowodworsko-Władysławską. W XVII w. kolegium było najlepszą tego typu szkołą w kraju i przewyższała zdecydowanie pod względem poziomu popularne w Polsce kolegia jezuickie. Właśnie w okresie apogeum rozwoju szkoły, naukę w niej odbywali bracia Jan i Marek Sobiescy (1640–1643). Szkoła została zreformowana w 1777 przez Hugo Kołłątaja.
W 1818 roku w amfiteatrze szkolnym została ogłoszona konstytucja Rzeczypospolitej Krakowskiej. Tu, do 1846 roku, zbierała się Izba Reprezentantów (będąca odpowiednikiem sejmu) Wolnego Miasta Krakowa. W 1818 z inicjatywy Austriaków szkoła otrzymała nowe imię – św. Anny i pozostała przy nim aż do 1928, kiedy przywrócono pierwszego patrona, Bartłomieja Nowodworskiego.
Od 1898 roku szkoła mieści się przy placu Na Groblach 9. Budynek ten powstał w latach 1897–1899, a został zaprojektowany w 1896 roku przez Józefa Sarego. W jej herbie jest krzyż maltański – Nowodworski służył bowiem w Zakonie Kawalerów Maltańskich.
Szkołę odwiedzało wielu znakomitych gości, a wśród nich był m.in. król Stanisław August Poniatowski, król saski Fryderyk August, a także cesarz Franciszek Józef.
Zarządzeniem Ministra Wyznań Religijnych i Oświecenia Publicznego z 1937 zostało utworzone  „I Państwowe Liceum i Gimnazjum im. Bartłomieja Nowodworskiego w Krakowie” (państwowa szkoła średnią ogólnokształcąca, złożoną z czteroletniego gimnazjum i dwuletniego liceum), po wejściu w życie tzw. reformy jędrzejewiczowskiej szkoła miała charakter męski, a wydział liceum ogólnokształcącego był prowadzony w typie humanistycznym. Pod koniec lat 30. szkoła funkcjonowała pod adresem plac Groble 9.
W 1938 roku Prezydent RP Ignacy Mościcki nadał szkole Krzyż Kawalerski Orderu Odrodzenia Polski, natomiast w roku 1988 szkoła została odznaczona Krzyżem Komandorskim OOP.
I LO jest jedyną w Krakowie szkołą z klasą o profilu klasycznym, z nauką łaciny i greki. Istnieje ona od 1980 r, powstała dzięki staraniom krakowskiego filologa klasycznego Kazimierza Korusa. Uczniowie klasy klasycznej reprezentują szkołę na olimpiadzie języka łacińskiego i kultury antycznej (w roku 2008 do etapu centralnego zakwalifikowało się 18 osób).
W rankingu Perspektyw w 2025 roku I Liceum zajęło 12. miejsce. w Polsce.

## Organizacje szkolne
Przy szkole od roku 1986 działa Chór Nowodworski. Pierwotnie kierował nim Zbigniew Toffel, zaś od 1992 roku dyrygentem chóru jest Ryszard Źróbek. Każdego roku do zespołu rekrutowani są nowo przyjęci do szkoły Nowodworczycy, a należeć do niego może każdy, kto wyrazi taką wolę i pomyślnie przebrnie przez obowiązkowe przesłuchania. Chór Nowodworski koncertuje w całej Polsce i Europie – a także i poza nią. Zrzesza około 100 Nowodworczyków.
Na terenie szkoły działa jedna z najstarszych drużyn harcerskich w Polsce, Szczep Szarej Siódemki im. gen. Mariusza Zaruskiego (ZHR), tzw. Szara Siódemka. Należy ona do Unii Najstarszych Drużyn Harcerskich Rzeczypospolitej.

## Dyrektorzy
- Ignacy Stawarski
- Leon Kulczyński (od 1887[10] do 1923[11])
- Jakub Zachemski (od 1 I 1925)[12]
- Kazimierz Lewicki[13]

## Nauczyciele
- Wiktor Arvay[14][15]
- Antoni Bielak[16]
- Piotr Biliński (historia, historia sztuki)
- Michał Chyliński (język polski, historia)
- Erwin Czerwenka[17] (rysunek odręczny i geometria wykreślna; 1915–1929)
- Jan Czubek
- Augustyn Frączkiewicz (matematyka)
- Walerian Heck
- Stanisław Jastrzębski (historia; 1964–2005)
- Eugeniusz Janota (polski, niemiecki, geografia; 1852–?)
- Tadeusz Grabowski (polski; 1896–1900)
- Mieczysław Jamrógiewicz[18]
- Adam Kleczkowski (polski, niemiecki; 1906–1908)
- Ignacy Kranz
- Stanisław Pardyak[19]
- Aleksander Płonczyński (malarstwo i rysunek; 1847–?)
- Jan Pryziński (1904–1906)
- Stanisław Rospond (religia; 1905–1920)
- Ludwik Sikora (historia, geografia, 1903–1906)
- Tadeusz Sinko (języki klasyczne; 1904–1907)
- Wincenty Stroka (polski, niemiecki, łacina; 1880–1896)
- Leopold Świerz
- Zbigniew Toffel (muzyka)
- Franciszek Tomaszewski (1879–1896)[20]
- Stanisław Tondos (nauczyciel nadetatowy rysunków)
- Wilhelm Urbanicki
- Roman Vimpeller
- Maksymilian Wiśniowiecki
- Stanisław Witkowski (języki klasyczne; 1895–1896)

## Uczniowie
Kryterium umieszczenia na tej liście danej osoby było posiadanie przez nią biogramu w polskiej Wikipedii.

### Wiek XVII
- Wespazjan Kochowski – historyk, poeta[21]
- Jan Karol Kopeć – wojewoda połocki, cześnik wielki litewski
- Jan Franciszek Kurdwanowski – biskup pomocniczy warmiński[22]
- Jan Ferdynand Sapieha – cześnik wielki litewski
- Jan III Sobieski – król Polski
- Marek Sobieski – magnat, brat Jana
- Aleksander Koniecpolski (1620–1659) – magnat, wojewoda sandomierski, syn hetmana wielkiego koronnego

### Wiek XVIII
- Wojciech Bogusławski – aktor, reżyser, dramaturg
- Wacław Hieronim Sierakowski – rzymskokatolicki arcybiskup lwowski, konfederat barski
- Jędrzej Śniadecki – lekarz, biolog, chemik, filozof
- Stanisław Trembecki – poeta

### Wiek XIX
- Adolf Aleksandrowicz - chemik
- Wacław Anczyc - drukarz
- Michał Bałucki – pisarz
- Franciszek Barda – rzymskokatolicki biskup przemyski
- Antoni Białecki – prawnik
- Józef Bem – generał
- Michał Bobrzyński – historyk i polityk
- Tadeusz Boy-Żeleński – pisarz, tłumacz
- Adam Tomasz Chłędowski – bibliograf, dziennikarz, publicysta i wydawca
- Kazimierz Chłędowski – pisarz, satyryk, historyk kultury, polityk
- Adam Chmiel – historyk kultury
- Józef Chmielewski – inżynier, przedsiębiorca
- Joseph Conrad – pisarz
- Zygmunt Dadlez – lekarz chirurg i pulmonolog
- Ignacy Daszyński – polityk, premier II RP
- Stanisław Dobrzycki – historyk literatury, rektor UAM
- Szymon Dutkiewicz – nauczyciel, kolekcjoner
- Władysław Ekielski – architekt
- Walery Eljasz-Radzikowski – malarz i fotograf
- Władysław Eljasz-Radzikowski – rzeźbiarz
- Karol Estreicher starszy – historyk, bibliograf
- Stanisław Estreicher – historyk prawa, bibliograf, rektor UJ
- Henryk Ettmayer – c.k. urzędnik
- Kazimierz Firganek – profesor i dyrektor gimnazjalny
- Andrzej Galica – generał, działacz niepodległościowy, kawaler Orderu Virtuti Militari, poseł na Sejm RP
- Jakub Girtler – profesor i dziekan Wydziału Prawa UJ
- Bronisław Gustawicz – krajoznawca, taternik
- Chaim Hilfstein – lekarz, działacz społeczny i syjonistyczny
- Franciszek Hodur – biskup i organizator PNKK
- Stanisław Wincenty Kasznica – prawnik, profesor Uniwersytetu Poznańskiego
- Jan Ignacy Kenig – inżynier, budowniczy kolei
- Józef Kenig – dziennikarz, krytyk teatralny
- Adam Kleczkowski – filolog, językoznawca
- Stanisław Kochanowski – oficer, nauczyciel
- Wojciech Kossak – malarz
- Jan Kowalczyk – astronom
- Edward Krasiński – działacz społeczny
- Józef Kremer – filozof, historyk sztuki, rektor UJ
- Walerian Krywult – nauczyciel
- Adolf Kudasiewicz – językoznawca
- Władysław Kulczyński senior – zoolog, arachnolog, taternik
- Stanisław Kutrzeba – historyk prawa, rektor UJ
- Juliusz Leo – polityk, prezydent Krakowa
- Zygmunt Lisowski – prawnik, rektor Uniwersytetu Poznańskiego
- Zdzisław Lubomirski – prawnik, polityk
- Władysław Łuszczkiewicz – malarz, historyk sztuki
- Józef Majer – przyrodnik, rektor UJ
- Jan Matejko – malarz
- Leon Korwin-Mikucki – inżynier, współtwórca przemysłu naftowego
- Ludwik Młynek – etnograf, pisarz, pedagog
- Czesław Niewiadomski – prawnik, urzędnik
- Kazimierz Nitsch – dialektolog
- Jan Opieński – lekarz, chemik
- Ignacy Pick – pułkownik WP
- Franciszek Popiołek – nauczyciel i historyk
- Adam Pragier – polityk, doktor praw, pisarz
- Kazimierz Przerwa-Tetmajer – poeta
- Tadeusz Reger – polityk, działacz społeczny
- Mikołaj Rey – ziemianin, działacz społeczny
- Karol Hubert Rostworowski – dramaturg, peta, muzyk
- Jan Michał Rozwadowski – językoznawca
- Stanisław Ruff – chirurg
- Maksymilian Rutkowski – generał, profesor medycyny
- Michał Schmidt – prawnik, polityk
- Henryk Szarski – kupiec
- Marcin Szarski – prawnik, polityk
- Adam Szarski – kupiec
- Stanisław Szarski – polonista, poległy w legionach, syn Henryka
- Jerzy Józef Szembek – rzymskokatolicki arcybiskup metropolita mohylewski
- Andrzej Szeptycki – greckokatolicki metropolita lwowski
- Józef Szujski – historyk
- Ignacy Szyszyłowicz – botanik
- Saturnin Świerzyński – malarz
- Stanisław Kostka Tarnowski – historyk literatury, rektor UJ
- Stanisław Tomkowicz – historyk sztuki, redaktor
- Jan Walewski – adwokat, polityk
- Karol Wątorek – inżynier, rektor Politechniki Lwowskiej
- Jerzy Barthel de Weydenthal – dyplomata
- Maksymilian Wiśniowiecki, właśc. Wiśniowiec – nauczyciel
- Stanisław Wróblewski – generał dywizji Wojska Polskiego
- Józef Wyrobek – nauczyciel
- Stanisław Wyspiański – poeta, malarz
- Jakub Zachemski – nauczyciel
- Fryderyk Zoll starszy – prawnik, rektor UJ
- Szymon Zuzak – duchowny

### Wiek XX
- Antoni Balicki - pedagog, pisarz
- Rafał Barycz – architekt[23]
- Małgorzata Bela – modelka, aktorka[24]
- Franciszek Bielak – historyk literatury
- Jerzy Bielecki – więzień Auschwitz, żołnierz AK[25]
- Tadeusz Bilikiewicz – lekarz psychiatra, filozof[26]
- Andrzej Bobkowski – pisarz i przedsiębiorca
- Adam Bochnak – historyk sztuki
- Włodzimierz Boldireff-Strzemiński - inżynier dróg i mostów
- Edmund Bulanda – archeolog, rektor Uniwersytetu Lwowskiego
- Karol Bunsch – pisarz i tłumacz
- Bronisław Cieślak – aktor
- Sławomir Cynk – matematyk
- Mieczysław Czuma – dziennikarz, publicysta, poeta
- Zygmunt Estreicher - muzykolog
- Beata Fido – aktorka teatralna, filmowa i telewizyjna
- Ada Fijał – aktorka teatralna, filmowa i telewizyjna, osobowość medialna[27]
- Sebastian Flizak – nauczyciel
- Stanisław Gaweł – duchowny, oficer
- Walery Goetel – geolog, rektor AGH
- Andrzej Gołaś – naukowiec, prezydent Krakowa, senator
- Tadeusz Grodyński – ekonomista, znawca zagadnień budżetowych
- Tomasz Grodzicki – lekarz, profesor medycyny, dziekan Wydziału Lekarskiego Collegium Medicum Uniwersytetu Jagiellońskiego
- Jan Güntner – aktor
- Edward Walery Janczewski - geolog, geofizyk
- Andrzej Hałaciński – wojskowy
- Gustaw Holoubek – aktor, reżyser
- Antoni Kępiński – psychiatra
- Renata Kim – dziennikarka i autorka[28]
- Alfred Konkiewicz – oficer
- Mirosław Kryński – filolog
- Bogdan Klich – lekarz, polityk, parlamentarzysta, minister
- Michał Kolanko – dziennikarz
- Agata Kornhauser-Duda – pierwsza dama RP
- Tadeusz Jan Kowalski – orientalista
- Krzysztof Kozłowski – dziennikarz, filozof, senator, minister
- Barbara Kubica – chemiczka[29]
- Jalu Kurek – pisarz
- Andrzej Lam – historyk literatury, krytyk, tłumacz
- Wilhelm Lawicz-Liszka – wojskowy
- Piotr Laidler – biochemik, profesor nauk medycznych, prorektor ds. Collegium Medicum UJ[30]
- Karol Lenczowski – oficer wojskowy
- Władysław Liro – wojskowy
- Władysław Madyda – filolog klasyczny, profesor
- Krzysztof Malkiewicz – reżyser i operator filmowy
- Adam Małkiewicz – historyk, historyk sztuki, teoretyk architektury nowożytnej
- Tomasz Mańkowski – architekt, profesor
- Piotr Mikietyński – historyk
- Bolesław Miś – podpułkownik
- Mieczysław Miś – podporucznik Legionów Polskich
- Roman Młodkowski – dziennikarz
- Stanisław Moskal – profesor nauk rolniczych, pisarz
- Sławomir Mrożek – pisarz
- Edward Mycielski – polityk, przemysłowiec
- Józef Olszyna-Wilczyński – generał
- Lucjan Orkisz – astronom
- Marian Osiński – architekt
- Juliusz Osterwa – aktor
- Jan Oszacki – chirurg
- Maria Peszek – piosenkarka, aktorka
- Tadeusz Petelenz – kardiolog, profesor medycyny
- Józef Pietrzak – nauczyciel, dyrektor gimnazjum
- Ryszard Przewłocki – neurobiolog, neurofarmakolog
- Mirosław Ramułt – zoolog, profesor UJ
- Jacek Romanowski - aktor
- Stanisław Rospond – językoznawca
- Józef Retinger – polityk
- Marek Sanak – genetyk, biolog molekularny
- Leon Schiller – reżyser[31]
- Grzegorz Sinko – anglista, profesor
- Iwona Siwek-Front – artysta plastyk
- Adam Stanisław Skąpski – chemik-metalurg
- Stanisław Stabryła – filolog klasyczny
- Antoni Staich – wojskowy
- Mirosław Styczeń – polityk
- Andrzej Szczeklik – lekarz, profesor medycyny[32]
- Stanisław Szeligowski – astronom
- Władysław Szostak – prawnik, politolog
- Tadeusz Tempka – lekarz internista i hematolog
- Stanisław Michał Tondos – major Wojska Polskiego
- Andrzej Trybulec – matematyk, twórca systemu formalizacji MIZAR
- Jerzy Vetulani – farmakolog, biochemik[33]
- Marian Warmuzek – kapitan Wojska Polskiego
- Zbigniew Waruszyński – wojskowy[34]
- Jacek Wilk – prawnik, poseł na Sejm VIII kadencji, kandydat w wyborach prezydenckich 2015
- Adam Wsiołkowski – malarz, rektor ASP w Krakowie[30]
- Alfred Zaręba – profesor językoznawstwa, wykładowca Uniwersytetu Jagiellońskiego[35]
- Jerzy Znosko – geolog, tektonik, specjalista geologii regionalnej oraz złóż rud metali[36]

Maturę w Liceum Nowodworskiego złożył zaocznie (w trakcie służby wojskowej) Mieczysław Rakowski.

### Wiek XXI
- Maria Springwald – wioślarka, brązowa medalistka olimpijska
- Adam Buksa – piłkarz, reprezentant Polski
- Katarzyna Sanak-Kosmowska – teoretyczka marketingu